# ジミー・ニュートロン 僕は天才発明家!
『ジミー・ニュートロン 僕は天才発明家!』（ジミー・ニュートロン　ぼく - てんさいはつめいか!、原題: Jimmy Neutron: Boy Genius）は、アメリカのフル3DCGアニメ映画作品。2001年12月21日に公開された。2001年度第73回アカデミー長編アニメ賞ノミネート作品。日本ではビデオスルーとして、2004年11月26日にDVD&VHSが発売された。
アメリカでは2002年7月20日から映画の続編にあたるテレビアニメ（The Adventures of Jimmy Neutron: Boy Genius）がNickelodeonで放送されており、2003年12月1日にはコンピュータゲームも発売された。
日本では2005年10月1日からテレビアニメシリーズがニコロデオンで放送されている。また、その一部は2006年2月19日から3月12日までNHK総合のNHKアニメ劇場枠でも放送された。NHKアニメ劇場の4作目で、オープニングには「NHKアニメ劇場」の文字があるが、『少女チャングムの夢』の宣伝ではNHKアニメ劇場第4弾としているため、公式にはNHKアニメ劇場の作品に数えられておらずつなぎとしての扱いになっている。2009年10月からキッズステーションで放送している（キッズステーションでは、ニコロデオン版の放送順序となっている）。
ちなみに、ニュートロンは中性子のこと。

## キャラクター

### ニュートロン一家
ジェームズ（ジミー）・アイザック・ニュートロン
主人公。科学的な知識と発明を使って問題を解決する非常に知的な少年。

ゴッダード
ジミーの発明したロボット犬。
ヒュー・ニュートロン
ジュディ・ニュートロン
グラニー・ニュートロン（おばあちゃん）
ジミーの祖母。

### ジミーの知人・恩師など
カール・ウィーザー
恥ずかしがり屋だが、ジミーの右腕。彼はラマ(リャマ/アルパカ)を情熱的に愛しており、ラマに対する彼の情熱は、シリーズ全体でランニング・ギャグとしてよく使用されます。
シーン・エステベス
ジミーの友人。テレビ番組「ウルトラ・ロード」の大ファン。
シンディ・ヴォーテックス
ジミーの友人。ジミーの次にかしこい。本名シンシア・オーロラ・「シンディ」ヴォーテックス (Cynthia Aurora "Cindy" Vortex)。
長い黄色の髪、鮮やかな緑色の目と淡い肌が特徴。映画版では、ピンク色の半袖ボタンアップシャツに黒色のカプリパンツ、ピンク色のスニーカーたちを合わせた。テレビアニメ版では、髪をポニーテールに結び、ワードローブ全体を変更した。
競争的かつ誇り高くで頑固だが根は明るい。普段はツンデレやツッコミ的存在。ブリトニーとリビーとは友情が強く、ジミーとはライバルだが友人と恋人。
リビー・フォルファクス
シンディの生意気で裕福な親友。
ウィンフレッド・ファウル先生
ニック・ディーン
サム
ブリトニー
ベティ
ニッサ

### 敵
ヒンバー・カラミタス教授
天才発明家だが、中途半端にしか完成できない。発明品完成のため、ジミーを誘拐する。最近ではジミーの宿敵となっている。
ビューティフル・ゴージャス
おばあちゃんテイターズ
邪悪なジミーニュートロン
シドニーオービルモイスト博士
ブエフォード・リー・ストームシャックル
ジャンクマン
グーボット王V
ポールトラ

#### タマゴ星人
アニメ映画で登場した敵。当初は、人類をニワトラーの餌にしようとしていたが、テレビシリーズ後半からはジミーへの復讐へと目的が変わる。
ガーディー
タマゴ星人たちのリーダー。
ウーブラ
ガーディーの右腕。ボケにまわることが多いが、ガーディーより冷静な面もある。
ニワトラー
タマゴ星人たちの神。

## 日本語吹き替えキャスト（映画）
- ジミーニュートロン 浅野まゆみ
- シンディ - 岡村明美
- ウーブラ - 岩崎ひろし
- 国王 - 麦人

## 日本語吹き替えキャスト（テレビシリーズ）
- ジェームズ（ジミー）・アイザック・ニュートロン：白石涼子
- ヒュー・ニュートロン：根本泰彦
- ジュディ・ニュートロン：佐藤しのぶ
- カール・ウィーザー：梅田貴公美
- シーン・エステベス：沼田祐介
- シンディ・ヴォーテックス：浅野真澄
- リビー・フォルファクス：日野未歩
- ウィンフレッド・ファウル先生：定岡小百合
- ニック・ディーン：根本幸多
- サム、赤シャツ：最上嗣生
- ブリトニー：寺田はるひ
- ベティ：中司ゆう花
- ニッサ：大黒優美子
- 大尉：根津貴行
- シンディの母：外村晶子
- グラニー・ニュートロン（おばあちゃん）：京田尚子

## スタッフ
- 監督：キース・アルコーン
- 脚本：スティーブン・バンクス、ゴードン・ブリセック、チャールズ・M・ハウエル
- 製作：ジョン・A・デイヴィス
- 音楽：ブライアン・コージー

## 放映リスト

### シーズン1
1. ズボンの反乱（When Pants Attack）
2. 普通の少年になりたい（Normal Boy） / セールスロボット誕生（Birth of a Salesman）
3. ジミーの弟（Brobot） / エジソンの恋（The Big Pinch）
4. おばあちゃんは赤ちゃん？（Granny Baby） / お金持ちになりたい（Time is Money）
5. 学芸会のスター（Battle of the Band） / 氷河期パニック（Jimmy on Ice）
6. カールの夢（I Dream of Jimmy） / 海賊船の宝物（Raise of the Oozy Scab）
7. レトロランドの怪人（The Phantom of Retroland） / ジミーはハムスター（My Son, the Hamster）
8. 走れジミー（See Jimmy Run） / 入れ替わった2人（Trading Faces）
9. 最強の風紀委員（Hall Monster） / 催眠術で誕生パーティー（Hypno Birthday to You）
10. キャンディ大好き（Krunch Time） / 危険なクローン・ホウレンソウ（Substitute Creature）
11. 安全第一（Safety First） / シーンの犯罪捜査（Crime Sheen Investigation）
12. 天才対決カラミタス教授（Professor Calamitous, I Presume） / ずる休みは最高?（Journey to the Center of Carl）
13. 眠れない夜（Sleepless in Retroville） / ウルトラシーン（Ultra Sheen）
15. 今夜はパーティー！ (Party at Neutron's) / テレビ番組を作ろう (Broadcast Blues)
16. タマゴ帝国の逆襲　パート1 (The Egg-pire Strikes Back Part 1)
17. タマゴ帝国の逆襲　パート2 (The Egg-pire Strikes Back Part 2)
18. パパはスーパースター
19. 恋愛フェロモン（Love Potion #976/J）

### シーズン2
1. アスタルビーを探せ (A Beautiful Mine)
2. 恐竜さん こんにちは (Sorry, Wrong Era)
4. マイラと伝説の女王
6. レトロブル9(The Retroville 9)/ジミーは75才 (Grumpy Young Men)

### NHK総合
1. 走れジミー（See Jimmy Run） / 入れ替わった2人（Trading Faces）
2. キャンディ大好き（Krunch Time） / 危険なクローン・ホウレンソウ（Substitute Creature）
3. おばあちゃんは赤ちゃん?（Granny Baby） / お金持ちになりたい（Time Is Money）
4. 学芸会のスター（Battle of the Band） / 氷河期パニック（Jimmy On Ice）

## 放送局
映画
WOWOWでは「天才ジミー君の宇宙大作戦」のタイトルで放送。
| 放送局 | 放送日付      | 放送時間                 | 備考  |
| ------ | ------------- | ------------------------ | ----- |
| WOWOW  | 2004年10月3日 | 日曜 11時00分 - 12時30分 | [ 3 ] |
| WOWOW  | 2005年3月29日 | 火曜 10時30分 - 12時00分 |       |

テレビシリーズ
| 放送局       | 放送日付                | 放送時間          | 備考       |
| ------------ | ----------------------- | ----------------- | ---------- |
| ニコロデオン | 2005年10月1日 - ?       | 不明              |            |
| NHK総合      | 2006年2月19日 - 3月12日 | 日曜19:30 - 19:55 | 穴埋め放送 |